# Річард III (п'єса)

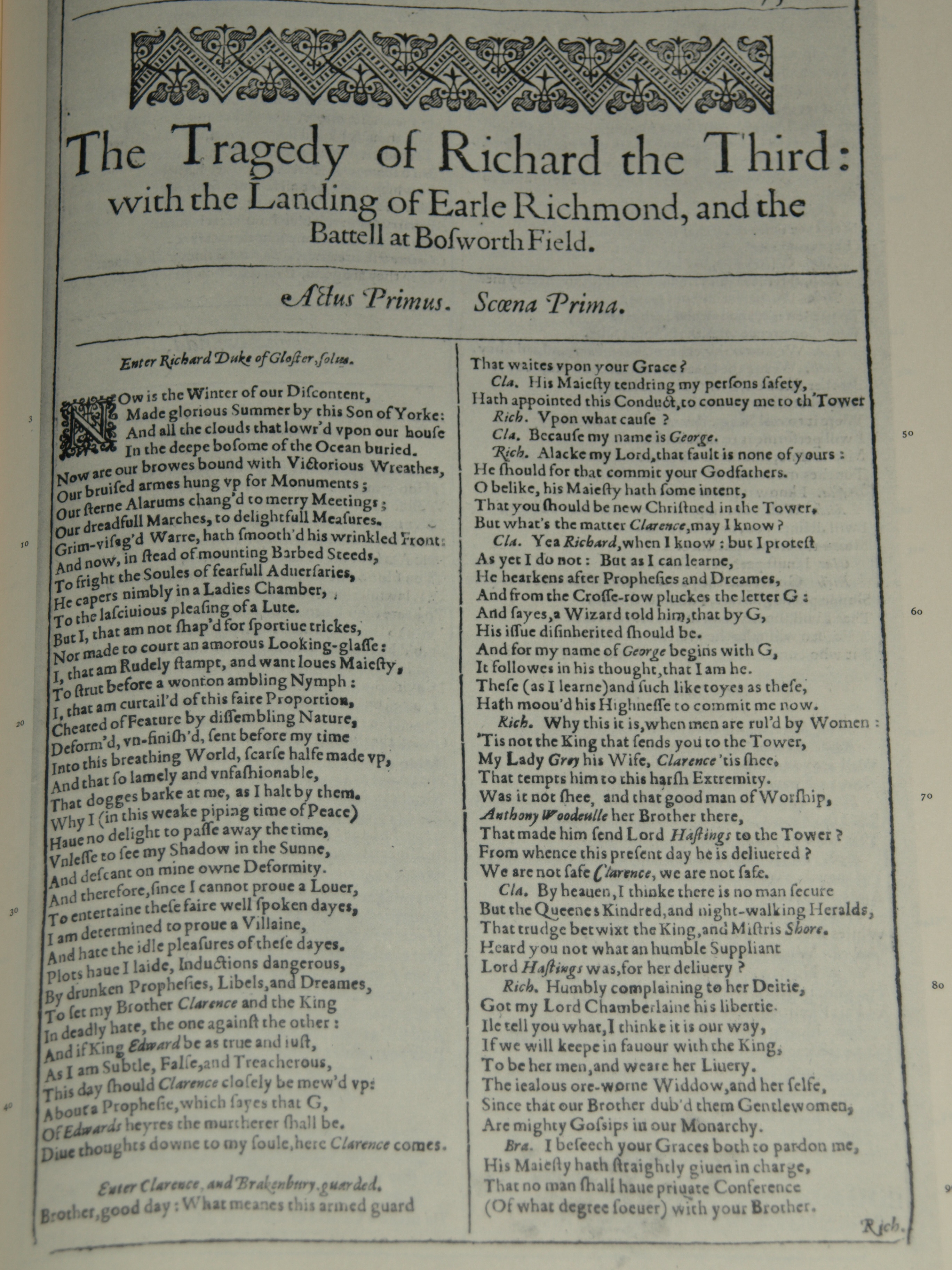
Факсиміле першої сторінки п'єси з Першого Folio, 1623

«Річард III» (англ. Richard III) — п'єса англійського письменника Вільяма Шекспіра, написана в 1592—1593 роках. П'єса є хронікою життя й діянь Річарда Глостера із династії Йорків. Вона завершує цикл п'єс-хронік, так звану першу тетралогію, із історії Англії 15-го століття, розпочинаючи розповідь там, де закінчився сюжет «Генріха VI».
Вперше п'єса надрукована в 1597 році, потім 5 разів виходила окремими виданнями Quarto, і нарешті увійшла до великої збірки п'єс Шекспіра Folio 1623 року. Після виходу в світ Folio ще двічі друкувалися Quarto. Загалом Річард III в кінці 16-го та на початку 17-го століття друкувався більше, ніж будь-яка інша п'єса Шекспіра. Окремі видання були піратськими, надиктованими по пам'яті акторів, тому в них є чимало пропусків і спотворень. Вважається, що основу тексту Folio склало Quarto 1622 року, звірене з театральним рукописом.
Джерелом для створення Річарда III послужила хроніка Голіншеда, який опирався на попередню хроніку Голла і на твір Томаса Мора «Історія короля Річарда III». При написанні п'єси Шекспір залишився лояльним династії Тюдорів, для яких було вигідно зобразити останнього з королів-Йорків у якомога менш привабливих барвах. Історичний аналіз показує, що Річард III не особливо відрізнявся від своїх сучасників ні віроломством ні жорстокістю. В дусі очорнення Річарда Глостера написаний твір Томаса Мора, для якого образ короля-горбаня був втіленням феодальної сваволі та тиранії.
У Шекспіра Річард III не тільки носій середньовічного зла, а й гравець із долею, авантюрист. Ще в останній частині Генріха VI Річард Глостер проголошує: «Підступності навчу й Макіавеллі», а в новій п'єсі Шекспір показує, як здійснюється цей намір.
На відміну від попередніх п'єс-хронік, «Річард III» не просто переповідає події. Це вже твір із чіткою драматичною композицією із королем-негідником у центрі. Шекспір створив сильний, обдарований, артистичний образ короля, що підноситься над іншими персонажами, короля якому ніхто не може опиратися. Трагізм Річарда III у тому, що він веде боротьбу із несприятливим часом, намагаючись скорити його своїй волі, й зазнає в цій боротьбі поразки.

## Українські переклади
- Вільям Шекспір. Річард III. Переклад з англ.: Борис Тен // Вільям Шекспір. Зібрання творів у 6-ти томах: Том 1. Київ: Дніпро, 1984. 536 стор.: С.: 314—424.